# ラグレンジ郡 (インディアナ州)
ラグレンジ郡（英: LaGrange County）は、アメリカ合衆国インディアナ州の北端、ミシガン州に接することから「ミシアナ」と呼ばれる地域に位置する郡である。2010年国勢調査での人口は37,128人であり、2000年の34,909人から6.4%増加した。郡庁所在地はラグレンジ町（人口2,625人）であり、同郡で人口最大の町でもある。
インディアナ州サウスベンド市からは東に55マイル (89 km) 、オハイオ州トレド市からは西に105マイル (169 km) 、州都インディアナポリス市からは北東に175マイル (282 km) の位置にある。アーミッシュの人口が多い地域として知られている。このことでは西隣のエルクハート郡と共に北インディアナ・アーミッシュの国として観光を奨励している。

## 歴史
ラグレンジ郡となった地域での最初の開拓地は1828年に現在のリマから西約半マイル (0.8 km) に作られた所だった。その後の4年間で多くの開拓者がリマ、スプリングフィールド、ヴァンビューレンの各郡区の一部に集まってきた。1832年、隣接するエルクハート郡から分離し、リマを郡庁所在地としてラグレンジ郡が設立された。ラグレンジの町は1836年に区画割が行われ、1843年には郡の中心に近い新しい郡庁所在地として設定された。リマの町名はその後の1909年にハウに変更された。
1837年、アメリカ合衆国政府はポタワトミ族インディアンのシップシワナ酋長とその族員を郡北東隅から排除した。数年後に酋長は戻ることが許され、1841年にニューベリー郡区で死んだ。ジョージタウンと名付けられた町が1837年に設立されたが、開発されることも無く放棄された。1844年、ペンシルベニア州から最初のアーミッシュがきてその昔の町に入った。この町は成長を続け1899年には近くにシップシワナの町が造られ、1916年にはニューベリー郡区の中で法人化された。
ラグレンジ郡はアメリカ独立戦争の英雄のラファイエット侯爵の故郷、フランスのパリ郊外にあるラグランジュに因んで名付けられた。

## 地理
アメリカ合衆国国勢調査局に拠れば、郡域全面積は386.70平方マイル (1,001.5 km2)であり、このうち陸地379.62平方マイル (983.2 km2)、水域は7.08平方マイル (18.3 km2)で水域率は1.583%である。郡内の大半は農地であるが、うねりのある丘陵や幾つかの湖もある。

### 交通

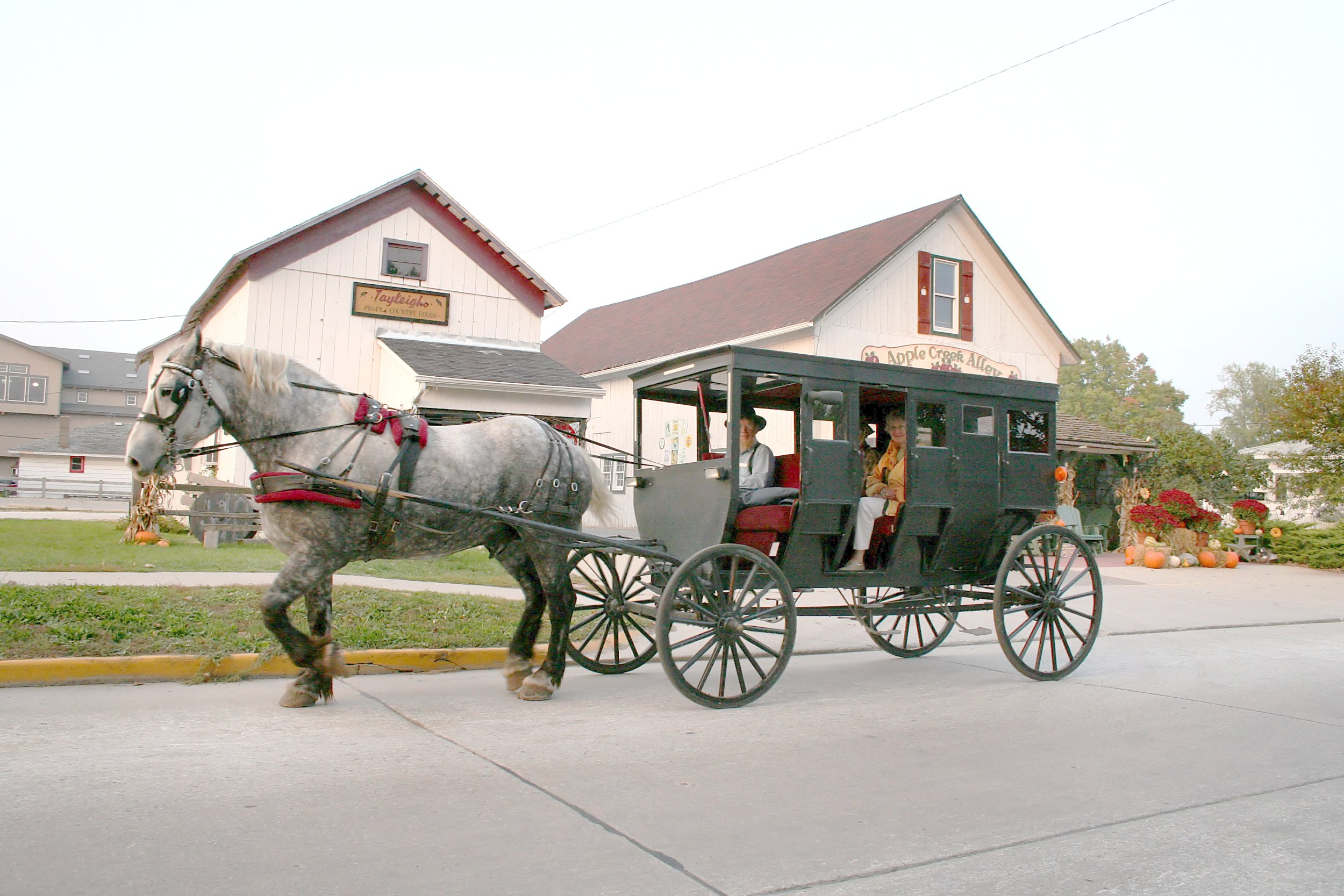
シップシワナ町で観光用に使われているアーミッシュの馬車

インディアナ有料道路（ 州間高速道路80号線と 州間高速道路90号線）が郡北縁を通っており、第121出口からハウ、ラグレンジ、およびミシガン州スタージスの町に行くことができる。この道路はオハイオ州トレドとイリノイ州シカゴとを繋いでいる。 アメリカ国道20号線が郡内のシップシワナとラグレンジを通り、東のアンゴラ市や西のエルクハート市とを繋いでいる。 インディアナ州道3号線、 インディアナ州道5号線、 インディアナ州道9号線および インディアナ州道120号線も郡内を通っている。
郡内にアーミッシュ人口が多いので、彼らの使う馬車と自動車が混在して使われることになる。

### 隣接する郡
ラグレンジ郡は北西にミシガン州セントジョセフ郡、北東に同じくブランチ郡、東にスチューベン郡、南にノーブル郡、西にエルクハート郡と接している。

## 経済
郡経済は主に農業と小さな店舗商業に拠っているが、特にシップシワナでは観光業が大きな役割を果たしている。

## 気候と気象
近年、郡庁所在地であるジャスパー市の平均気温は1月の14°F (-10 ℃) から7月の82°F (28 ℃) まで変化している。過去最低気温は2000年12月に記録された-28°F (-33 ℃) であり、過去最高気温は188年6月に記録された104°F (40 ℃) である。月間降水量は2月の1.76インチ (45 mm) から6月の4.17インチ (106 mm) まで変化している。

## 郡政府
ラグレンジ郡は郡政府の行政府である3人の委員で構成される行政委員会が指導している。郡政委員会は4つの選挙区から1人ずつ選出される4人と、全郡から選出される3人、合計7人の委員で構成される郡政府の立法府である。また1人の評価官が郡全体に、また各郡区にも1人の評価官が務めている。
ラグレンジ郡はアメリカ合衆国下院議員インディアナ州第3選挙区に属している。インディアナ州議会上院では第13選挙区に属しており、下院では第18および第52選挙区に属している。

## 人口動態
郡人口の約37％はアーミッシュであり、国内でも3番目に大きなアーミッシュが集まるところになっている。これを反映して人口の28.45％、子供の場合は35.77%が家庭でドイツ語、ペンシルベニアダッチあるいはオランダ語を話している。また2.85％はスペイン語を話している。
以下は2000年の国勢調査による人口統計データである。
| 基礎データ - 人口: 34,909人 - 世帯数: 11,225 世帯 - 家族数: 8,856 家族 - 人口密度: 36人/km2（92人/mi2） - 住居数: 12,938軒 - 住居密度: 13軒/km2（34軒/mi2） 人種別人口構成 - 白人: 96.74% - アフリカン・アメリカン: 0.19% - ネイティブ・アメリカン: 0.15% - アジア人: 0.26% - その他の人種: 1.92% - 混血: 0.74% - ヒスパニック・ラテン系: 3.14% 先祖による構成 - ドイツ系：32.3% - アメリカ人：23.8% - イギリス系：6.0% - アイルランド系：5.3% - スイス系：5.2% - ペンシルベニアドイツ系：5.1% 言語による構成 - 英語：95.7% - スペイン語：1.6% - モン語：1.5% | 年齢別人口構成 - 18歳未満: 33.8% - 18-24歳: 10.3% - 25-44歳: 26.1% - 45-64歳: 19.8% - 65歳以上: 10.0% - 年齢の中央値: 30歳 - 性比（女性100人あたり男性の人口） - 総人口: 102.6 - 18歳以上: 98.6 世帯と家族（対世帯数） - 18歳未満の子供がいる: 40.6% - 結婚・同居している夫婦: 68.2% - 未婚・離婚・死別女性が世帯主: 6.9% - 非家族世帯: 21.1% - 単身世帯: 18.0% - 65歳以上の老人1人暮らし: 7.5% - 平均構成人数 - 世帯: 3.09人 - 家族: 3.54人 収入と家計 - 収入の中央値 - 世帯: 42,848米ドル - 家族: 46,885米ドル - 性別 - 男性: 33,872米ドル - 女性: 23,395米ドル - 人口1人あたり収入: 16,481米ドル - 貧困線以下 - 対人口: 7.7% - 対家族数: 5.4% - 18歳未満: 9.2% - 65歳以上: 9.1% |

## 郡区
ラグレンジ郡は下記11の郡区に分割されている。ブルームフィールド、クレイ、クリアスプリング、イーデン、グリーンフィールド、ジョンソン、リマ、ミルフォード、ニューベリー、スプリングフィールド、ヴァンビューレン。

## 都市と町
ラグレンジ - 郡庁所在地、シップシワナ、トピカが郡内3つの法人化された町である。隣のノーブル郡ウォルコットビルの町も一部が郡内に入っている。

### 未編入の町
郡内には40の未編入町が存在している。ビーチ、ブライトン、ブラッシープレーリー、エディ、エルミラ、エンマ、グラベルビーチ、グリーンフィールドミルズ、グリーンウッド、ハーツェル、ハニービル、ハウ、インディアノーラ、レイクサイドパーク、レイクビュー、モンゴー、マウントピスガ、ノースウッド、オークロッジ、オンタリオ、プラトー、ランブルウッド、リバーオークス、スコット、シーバーツ、シャゲットエーカーズ、シャディヌーク、サウスミルフォード、スターミル、ストーニークリーク、ストロー、トールティンバーズ、ティンバーハースト、ツインレイクス、バレンタイン、ウィーバーズランディング、ウィットマーメナー、ウッドランドヒルズ、ウッドランドパーク、ウッドラフである。

## 教育

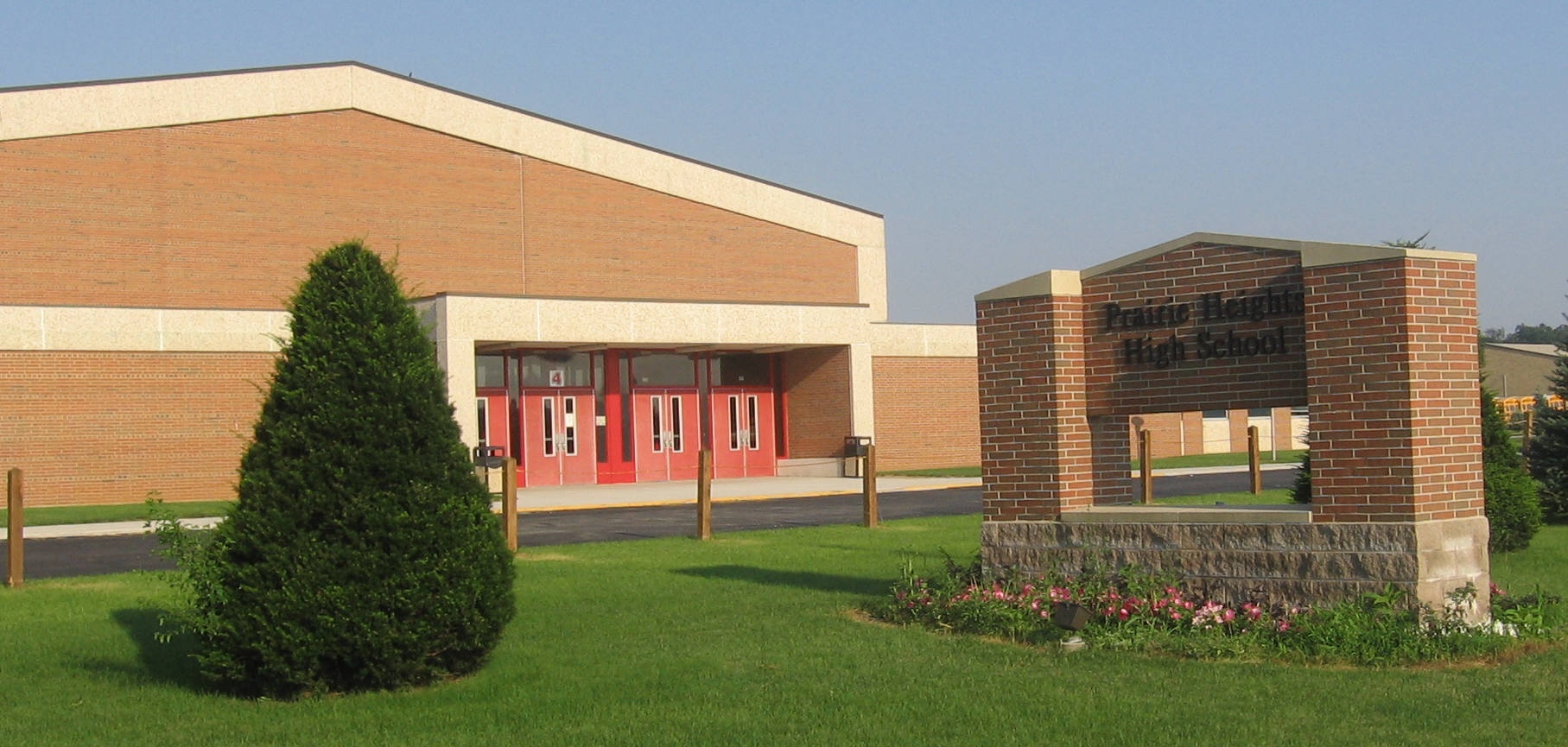
プレーリーハイツ高校、スチューベン郡境に近く国道20号線側である

郡内には3つの公共教育学区とハウ軍事学校がある。

### 公立学校
レイクランド・コミュニティ教育学区が郡の中央部を管轄している。小学校3校、中学校1校、高校（レイクランド高校）1校が入っている。
プレーリーハイツ教育法人は郡東部とスチューベン郡の一部を管轄している。小学校2校、中・高校1校が入っている。ウェストビュー学校法人は郡西部を管轄している。小学校4校、中・高校1校が入っている。

### 私立学校
ハウ軍事学校がハウの町にあり、また幾つかのアーミッシュの学校も郡内にある。